# Michaela Scheday
Michaela Scheday (* 12. April 1953 in Wien; † 21. April 2004 ebenda) war eine österreichische Theaterschauspielerin und -regisseurin.

## Leben
Michaela Scheday machte ihre Matura 1971, lebte danach kurz in Israel, bis sie 1972 wieder nach Wien zurückkehrte. An der Universität Wien studierte sie Theaterwissenschaften und Logistik, unterbrach das Studium allerdings zu Gunsten der Schauspielschule Krauss, die sie mit Diplom beendete.
Ihren ersten Auftritt hatte Scheday 1977 am Ensemble Theater, in Turandot. Sie spielte hauptsächlich an Wiener Theatern, etwa am Volkstheater, am Theater am Petersplatz oder am Hoftheater Gossan. Ihr Regiedebüt gab sie 1988 mit Die falsche Zofe von Pierre Carlet de Marivaux am Petersplatz. Später schrieb sie zusätzlich eigene Stücke wie Shushi Connection und Ein Fest für Frida Kahlo.
1997/98 war sie Lehrbeauftragte im Max-Reinhardt-Seminar und im Oktober 2002 wurde sie mit dem Goldenen Verdienstzeichen des Landes Wien ausgezeichnet. 1979 wirkte sie in einer Nebenrolle im Tatort: Mord im Grand-Hotel mit.
Michaela Scheday starb am 21. April 2004 an einem Hirntumor, nachdem sie schon Anfang 2003 bei Theaterproben einen Zusammenbruch erlitt.
Sie erhielt ein ehrenhalber gewidmetes Grab auf dem Wiener Zentralfriedhof (Gruppe 40, Nummer 87).

## Regie

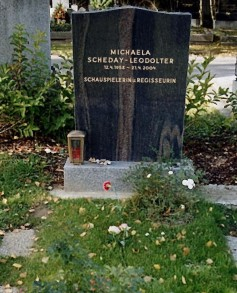
Grabstätte von Michaela Scheday

- Neonazi (Peter Steffen, Wien 1995)
- "Große Schmährede an der Stadtmauer" (Tankred Dorst, Wien)
- Der zerbrochne Krug (Heinrich von Kleist, Wien 1997)
- George Dandin oder Der beschämte Ehemann (Molière, Wien 1998)
- Der Diener zweier Herren (Carlo Goldoni, Wien 1999)
- Ein Fest für Frida Kahlo (Buch und Regie, Wien 1999)
- Zornige Hausfrauen (A. M. Collins und Chad Henry, Sankt Pölten, 2000)
- Glaube, Liebe, Hoffnung (Ödön von Horváth, Wien 2001)
- Leonce und Lena (Georg Büchner, Wien 2003)